# Bellavista de Jaén
Bellavista de Jaén, localidad capital del Distrito de Bellavista perteneciente a la Provincia de Jaén al norte del Perú. Se encuentra en la selva baja a 431 m s. n. m. Es una zona típicamente arrocera.

## Clima
Es el propio de los pueblos de la selva alta, es decir cálido y húmedo con temperaturas que oscilan entre 35° y 38°, siendo la época más calurosa entre los meses de octubre a diciembre y la de mayor precipitación, el período comprendido entre enero a marzo.
| Parámetros climáticos promedio de Bellavista | Parámetros climáticos promedio de Bellavista | Parámetros climáticos promedio de Bellavista | Parámetros climáticos promedio de Bellavista | Parámetros climáticos promedio de Bellavista | Parámetros climáticos promedio de Bellavista | Parámetros climáticos promedio de Bellavista | Parámetros climáticos promedio de Bellavista | Parámetros climáticos promedio de Bellavista | Parámetros climáticos promedio de Bellavista | Parámetros climáticos promedio de Bellavista | Parámetros climáticos promedio de Bellavista | Parámetros climáticos promedio de Bellavista | Parámetros climáticos promedio de Bellavista |
| Mes                                          | Ene.                                         | Feb.                                         | Mar.                                         | Abr.                                         | May.                                         | Jun.                                         | Jul.                                         | Ago.                                         | Sep.                                         | Oct.                                         | Nov.                                         | Dic.                                         | Anual                                        |
| -------------------------------------------- | -------------------------------------------- | -------------------------------------------- | -------------------------------------------- | -------------------------------------------- | -------------------------------------------- | -------------------------------------------- | -------------------------------------------- | -------------------------------------------- | -------------------------------------------- | -------------------------------------------- | -------------------------------------------- | -------------------------------------------- | -------------------------------------------- |
| Fuente: Accuweather                          |                                              |                                              |                                              |                                              |                                              |                                              |                                              |                                              |                                              |                                              |                                              |                                              |                                              |

## Vías de comunicación
El acceso a Bellavista se realiza a través de una carretera afirmada de 36 km de longitud desde la ciudad de Jaén, sobre la misma vía que conduce a la provincia de San Ignacio. Desde esta carretera parten trochas carrozables hacia la mayoría de caseríos, que permiten su comunicación con la capital del distrito, aunque la totalidad de ellas se vuelvan intransitables en temporada de lluvias (de enero a mayo).